# Heterusia merula
Heterusia merula är en fjärilsart som beskrevs av Thierry-mieg 1893. Heterusia merula ingår i släktet Heterusia och familjen mätare. Inga underarter finns listade i Catalogue of Life.